# Elżbieta Szeląg
Elżbieta Jadwiga Szeląg (ur. 1952) – profesor zwyczajny nauk biologicznych, kierownik Pracowni Neuropsychologii Instytutu Biologii Doświadczalnej im. Marcelego Nenckiego PAN.

## Życiorys

### Działalność zawodowa i naukowa
W 1975 r. ukończyła studia na Wydziale Biologii Uniwersytetu Warszawskiego. W 1984 r. ukończyła także Pomagisterskie Studium Logopedyczne przy Wydziale Polonistyki Uniwersytetu Warszawskiego. W roku 1985 uzyskała stopień doktora nauk biologicznych. W latach 1991–1993 przebywała na stypendium naukowym Fundacji Humboldta w Instytucie Psychologii Medycznej Uniwersytetu Ludwika i Maksymiliana w Monachium. W 2005 r. otrzymała od prezydenta RP Aleksandra Kwaśniewskiego tytuł profesora nauk biologicznych. Zawodowo związana z Polską Akademią Nauk, gdzie jest kierownikiem Pracowni Neuropsychologii w Instytucie Biologii Doświadczalnej im. Marcelego Nenckiego PAN, a w latach 2005-2017 także z SWPS Uniwersytetem Humanistycznospołecznym, gdzie prowadziła działalność dydaktyczną i sprawowała funkcję kierownika Katedry Neurorehabilitacji. 
W swoim dorobku ma ponad 120 publikacji w prestiżowych międzynarodowych czasopismach naukowych, monografii i podręczników akademickich. Jest współorganizatorem krajowych i międzynarodowych sympozjów naukowych, ekspertem w panelach oceniających projekty naukowe.

### Główne dokonania naukowe
Zainteresowania naukowe koncentrują się na neuropsychologicznych mechanizmach leżących u podłoża funkcjonowania umysłu człowieka w normie i patologii. Badania dotyczą procesów mowy i języka, percepcji, pamięci, uczenia się, uwagi, podejmowania decyzji, aktywności ruchowej, funkcji wykonawczych oraz percepcji czasu i dynamiki opracowywania informacji. Jeden z realizowanych projektów badawczych dotyczy walidacji innowacyjnego programu terapii logopedycznej, opartego nie tylko na poziomie lingwistycznym, ale uwzględniającego również usprawnianie ‘zegara mózgowego’ i percepcji czasu, jako jednego z podstawowych procesów kształtujących językowe porozumiewanie się.

### Działalność pozanaukowa[1]
- Członek Human Science Center, Ludwig Maximilian University of Munich (1996–2020)
- Przewodnicząca Senackiej Komisji ds. Etyki Badań Empirycznych z Udziałem Ludzi jako Osób Badanych na SWPS Uniwersytecie Humanistycznospołecznym (2006–2017)
- Wiceprzewodnicząca programu 6th FP EU COST „Time In MEntaL activitY: theoretical, behavioral, bioimaging, and clinical perspectives” TD0904 (2010–2014)

## Oznaczenia
Odznaczona przez Prezydenta RP Krzyżem Kawalerskim Orderu Odrodzenia Polski (2020).

## Wybrane publikacje
- Jablonska, K., Stanczyk, M., Piotrowska, M., Szymaszek, A., Lukomska, B., Bednarek, H. & Szelag, E. (2022). Age as a moderator of the relationship between planning and temporal information processing. Scientific Reports, 12, 1548.[7]
- Jablonska, K., Piotrowska, M., Bednarek, H., Szymaszek, A., Marchewka, A., Wypych, M., & Szelag, E. (2020). Maintenance vs Manipulation in Auditory Verbal Working Memory in the Elderly: New Insights Based on Temporal Dynamics of Information Processing in the Millisecond Time Range. Frontiers in Aging Neuroscience, 12, 194.[8]
- Szeląg, E. (2018). Mózgowa organizacja funkcjonowania poznawczego. In: Obrębowski A. (Eds.), Wprowadzenie do neurologopedii, II wydanie zaktualizowane Termedia, Poznań, 55-100.[9]
- Oron, A., Wolak, T., Zeffiro, T. & Szelag, E. (2016). Cross-modal comparisons of stimulus specificity and commonality in phonological processing. Brain and Language, 155, 12-23.[10]
- Szeląg, E. (2009). Neuropsychologiczne korzenie funkcji mowy w normie i patologii. In: Gałkowski T., Jastrzębowska G. (Eds.), Logopedia. Pytania i odpowiedzi. Podręcznik akademicki T.1, Wydawnictwo Uniwersytetu Opolskiego, Opole, 147-187.[11]
- Szeląg, E., Kowalska, J., Gałkowski, T. & Pöppel, E. (2004). Temporal processing deficits in high-functioning children with autism. British Journal of Psychology, 95, 269-282.[12]